# لونا، بلاروس
لونا (به لاتین: Lunna) یک منطقهٔ مسکونی در بلاروس است که در Grodno County واقع شده‌است. لونا ۸۸۰ نفر جمعیت دارد و ۱۱۵ متر بالاتر از سطح دریا واقع شده‌است.